# Sedreh
Sedreh (persiska: سدره) är en ort i Iran.   Den ligger i provinsen Khuzestan, i den centrala delen av landet, 600 km söder om huvudstaden Teheran. Sedreh ligger 21 meter över havet och antalet invånare är 392.
Terrängen runt Sedreh är mycket platt. Runt Sedreh är det ganska tätbefolkat, med 58 invånare per kvadratkilometer. Närmaste större samhälle är Rāmshīr, 9,2 km norr om Sedreh. Trakten runt Sedreh är ofruktbar med lite eller ingen växtlighet.